# باشگاه ورزشی شباب الخلیل
باشگاه ورزشی شباب الخلیل یا شباب الخلیل، یک باشگاه فلسطینی واقع در شهر حبرون است که در حال حاضر در لیگ برتر فلسطین برای کرانه باختری بازی می‌کند. این باشگاه در سال ۱۹۴۳ تأسیس شد و قدیمی‌ترین باشگاه فوتبال در کرانه باختری است. استادیوم خانگی این تیم حسین بن علی در شهر حبرون است. این استادیوم می‌تواند تقریباً ۱۲٬۵۰۰ هوادار را در خود جای دهد.